# 横山泰子
横山 泰子（よこやま やすこ、1965年12月- ）は、日本の日本文学研究者、日本近世文化学者、法政大学教授。

## 人物・来歴
東京都生まれ。1988年、国際基督教大学卒。1994年、同大学院比較文化研究科博士課程修了、「江戸東京の怪談文化の成立と変遷 -19世紀を中心に」により博士（学術）。1998年、博士論文をもとにした著作『江戸東京の怪談文化の成立と変遷 一九世紀を中心に』で日本古典文学会賞受賞。1999年、法政大学理工学部助教授、のち教授。

## 著書
- 『江戸東京の怪談文化の成立と変遷 一九世紀を中心に』風間書房、1997
- 『四谷怪談は面白い』平凡社、1997
- 『綺堂は語る、半七が走る 異界都市江戸東京』教育出版、江戸東京ライブラリー　2002
- 『江戸歌舞伎の怪談と化け物』講談社選書メチエ 2008
- 『妖怪手品の時代』青弓社、2012

### 共編
- 『「風俗画報」CD-ROM版 -- Ver.2』槌田満文監修・編 大串夏身共編　ゆまに書房、2002
- 『円朝全集』倉田喜弘,清水康行,十川信介,延広真治編集 清水康行,佐藤かつら共校注 岩波書店 2012
- 『皿屋敷 幽霊お菊と皿と井戸 (江戸怪談を読む) 飯倉義之, 今井秀和, 久留島元, 鷲羽大介, 広坂朋信共著. 白澤社, 2015.7
- 『猫の怪』(江戸怪談を読む) 早川由美, 門脇大, 今井秀和, 飯倉義之, 鷲羽大介, 朴庾卿, 広坂朋信共著. 白澤社, 2017.7
- 『牡丹灯籠』(江戸怪談を読む) 門脇大, 今井秀和, 斎藤喬, 広坂朋信共著. 白澤社, 2018.7